# Ghiacciaio Gruendler
Il ghiacciaio Gruendler è un ghiacciaio lungo circa 21 km situato nella parte nord-occidentale della Dipendenza di Ross, nell'Antartide orientale. Il ghiacciaio Gruendler, il cui punto più alto si trova a circa 2400 m s.l.m., si trova sulla costa di Borchgrevink, nella parte orientale dei monti della Vittoria, dove fluisce verso nord, a partire dal versante nord-orientale dell'altopiano Malta, poco a ovest del monte Hussey, fino a unire il proprio flusso a quello del ghiacciaio Trainer.

## Storia
Il ghiacciaio Gruendler è stato mappato da membri dello United States Geological Survey (USGS) grazie a fotografie aeree scattate dalla marina militare statunitense nel periodo 1960-64, e così battezzato dal Comitato consultivo dei nomi antartici in onore di James D. Gruendler, un glaciologo del Programma Antartico degli Stati Uniti d'America di stanza sull'isola Roosevelt nella stagione 1967-68.